# Brzeźnicka Węgorza
Brzeźnicka Węgorza – rzeka na Pojezierzu Zachodniopomorskim, w woj. zachodniopomorskim, prawobrzeżny dopływ rzeki Reskiej Węgorzy. 

## Nazwa
Nazwę Brzeźnicka Węgorza wprowadzono urzędowo w 1948 roku, zastępując poprzednią niemiecką nazwę Aal Bach.

## Przebieg
Wypływa z jeziora Studnica na Równinie Drawskiej, z obszaru zamkniętego Poligonu Drawskiego. Przepływa przez Jezioro Ostrowickie oraz Bucierz, Jezioro Czaple oraz Brzeźno. 
Górny bieg rzeki do jeziora Kocioł ma nazwę Ostrowitnica.

## Przyroda
Rzeka bardzo różni się na poszczególnych odcinkach swego biegu. W górnym przypomina potok górski, ma szybki i rwący nurt, kamieniste dno i duży spadek. Dolny nurt (poniżej Jeziora Żabickiego) charakteryzuje się szeroką doliną a powolnym spływem mas wody a wzdłuż rzeki występują tam bardzo bogate florystycznie łęgi jesionowo-olszowe, bagienne olsy, żyzne i kwaśne buczyny oraz grądy. Pospolitym legowiskiem ptaków jest końcowy odcinek nurtu, u ujścia do Regi. W czasie swego spływu tworzy liczne małe wodospady.
Nad Brzeźnicką Węgorzą od listopada 2007 znajduje się specjalny obszar ochrony siedlisk (obszar chroniony w ramach programu Natura 2000) o powierzchni 592,2 ha. Chroni się tu lasy liściaste przed przekształceniem ich przez gospodarkę leśną (głównie zalesianiem nadbrzeży niewłaściwymi gatunkami drzew – świerkiem i sosną). Brzegi rzeki są miejscem bytowania orlika krzykliwego oraz wielu gatunków kaczek. Brzeźnicka Węgorza stanowi miejsce tarła pstrągów, przeważnie od października do listopada.
Wzdłuż linii brzegowej Brzeźnickiej Węgorzy rosną zbiorowiska szuwarowe, stanowiące siedlisko bielika, trzmielojada, kani rudej i czarnej, puchacza, żurawia, bociana czarnego, derkacz, dzięcioła czarnego, skowronka borowego, a także bobrów i wyder. O dużej czystości rzeki świadczy występowanie słodkowodnego krasnorosta (Hildebrandtia rivularis).

## Turystyka
Dnem doliny rzeki prowadzi rowerowy szlak turystyczny „Rzeka Brzeźnicka Węgorza – Wodospady”, przecinający w kilku miejscach nurt. Szlak jest oznakowany kolorem czarnym, ma postać pętli rozpoczynającej się i kończącej w Drawsku Pomorskim i długość 40 kilometrów.
Brzeźnicka Węgorza jest miejscem częstych spływów kajakowych, a dzięki połączeniu z Regą można z niej wypłynąć aż na Morze Bałtyckie. Szlak jednak należy do bardzo trudnych z powodu wielu przeszkód (ruiny młynów Kołatka i Białego Młyna, wodospady, kamieniste dno, szybki nurt, duże spadki o charakterze wód górskich).

## Stan czystości
W 2008 r. przeprowadzono badania jakości wód Brzeźnickiej Węgorzy w punkcie ujścia do Reskiej Węgorzy. W ich wyniku oceniono elementy fizykochemiczne na II klasy, elementy biologiczne określono na I klasy, a stan ekologiczny na dobry. W ogólnej dwustopniowej ocenie stwierdzono dobry stan wód Brzeźnickiej Węgorzy.

## Galeria

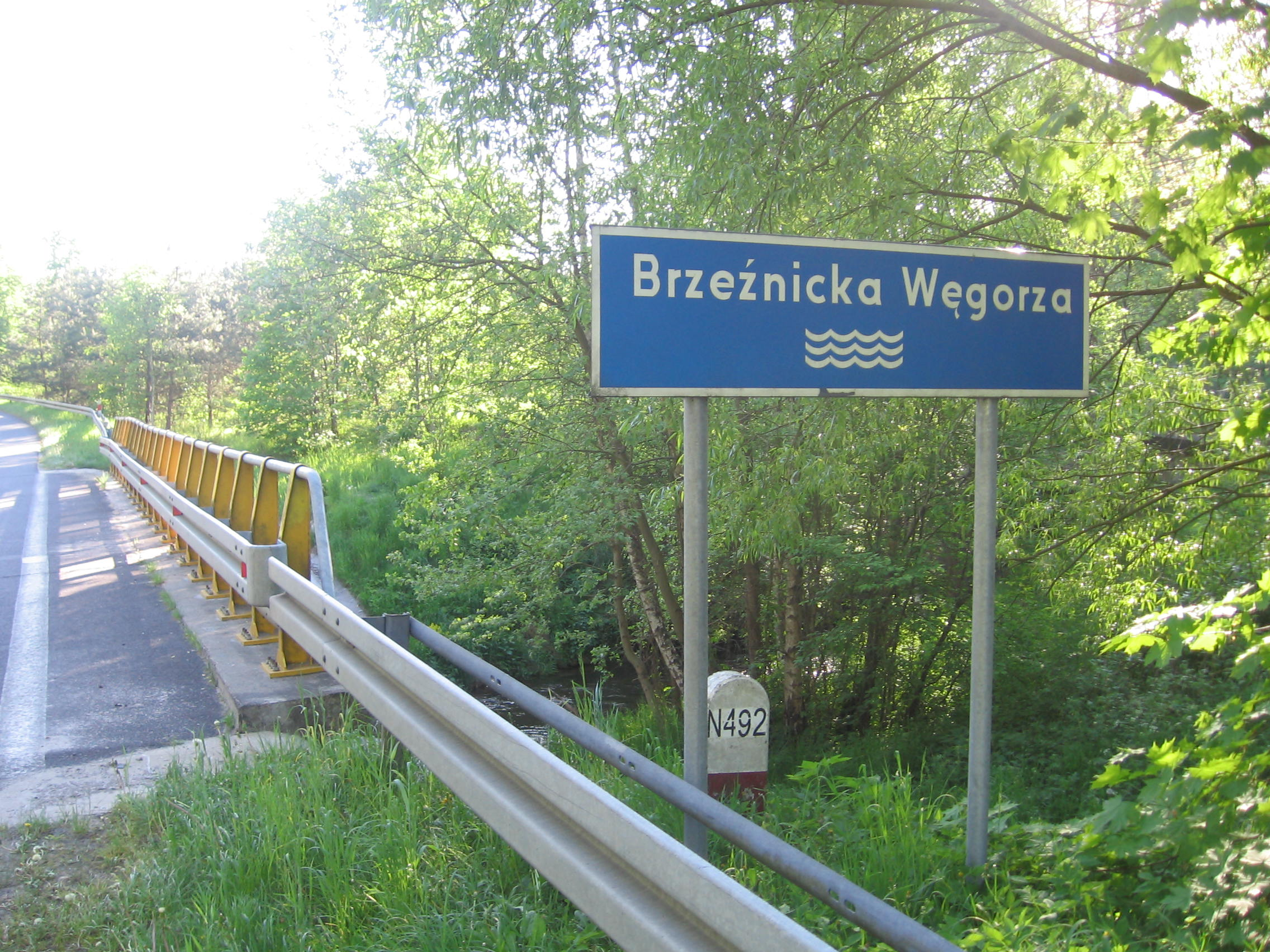
Tabliczka z nazwą rzeki
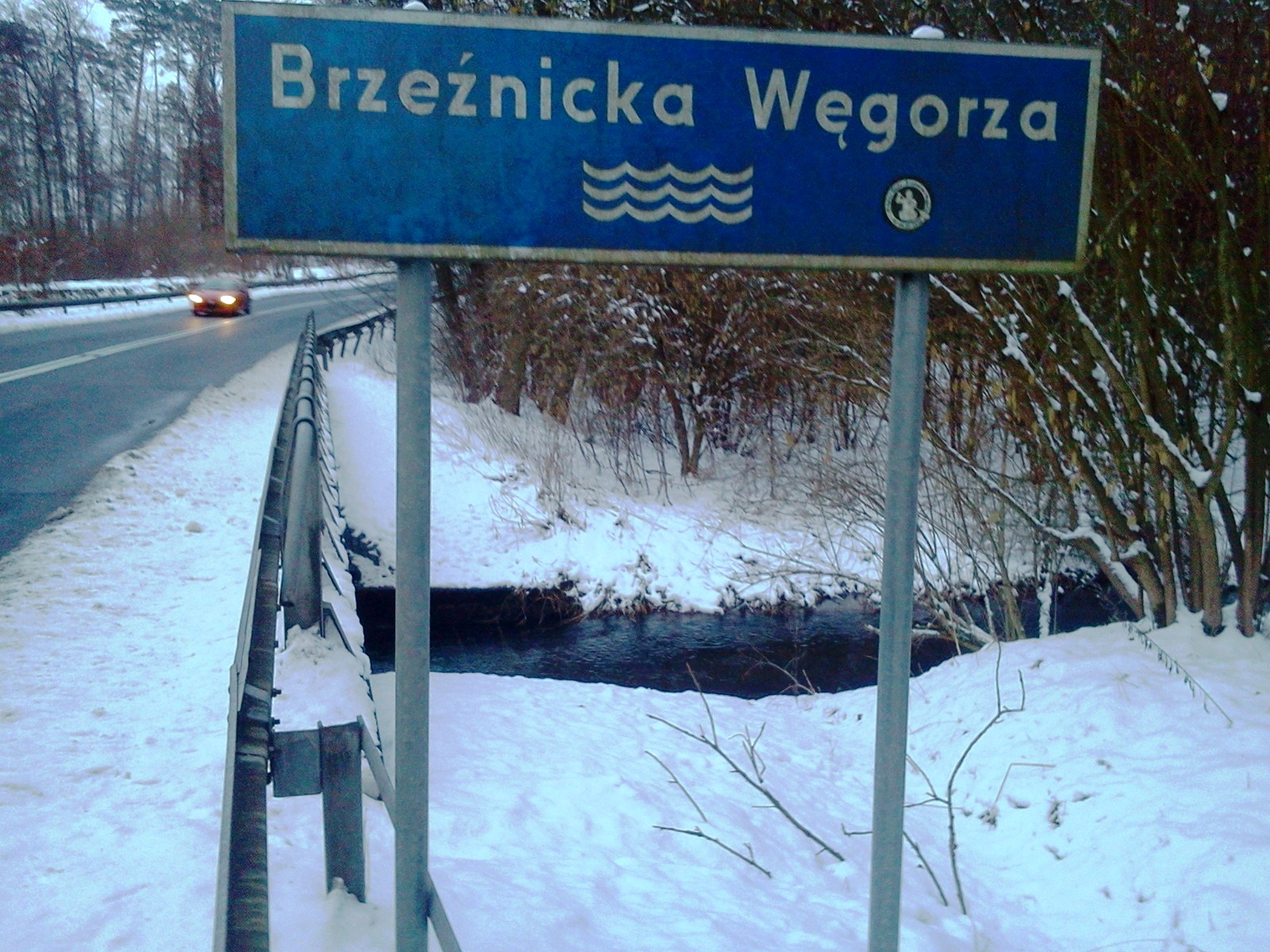
Brzeźnicka Węgorza – tabliczka i widoczna struga
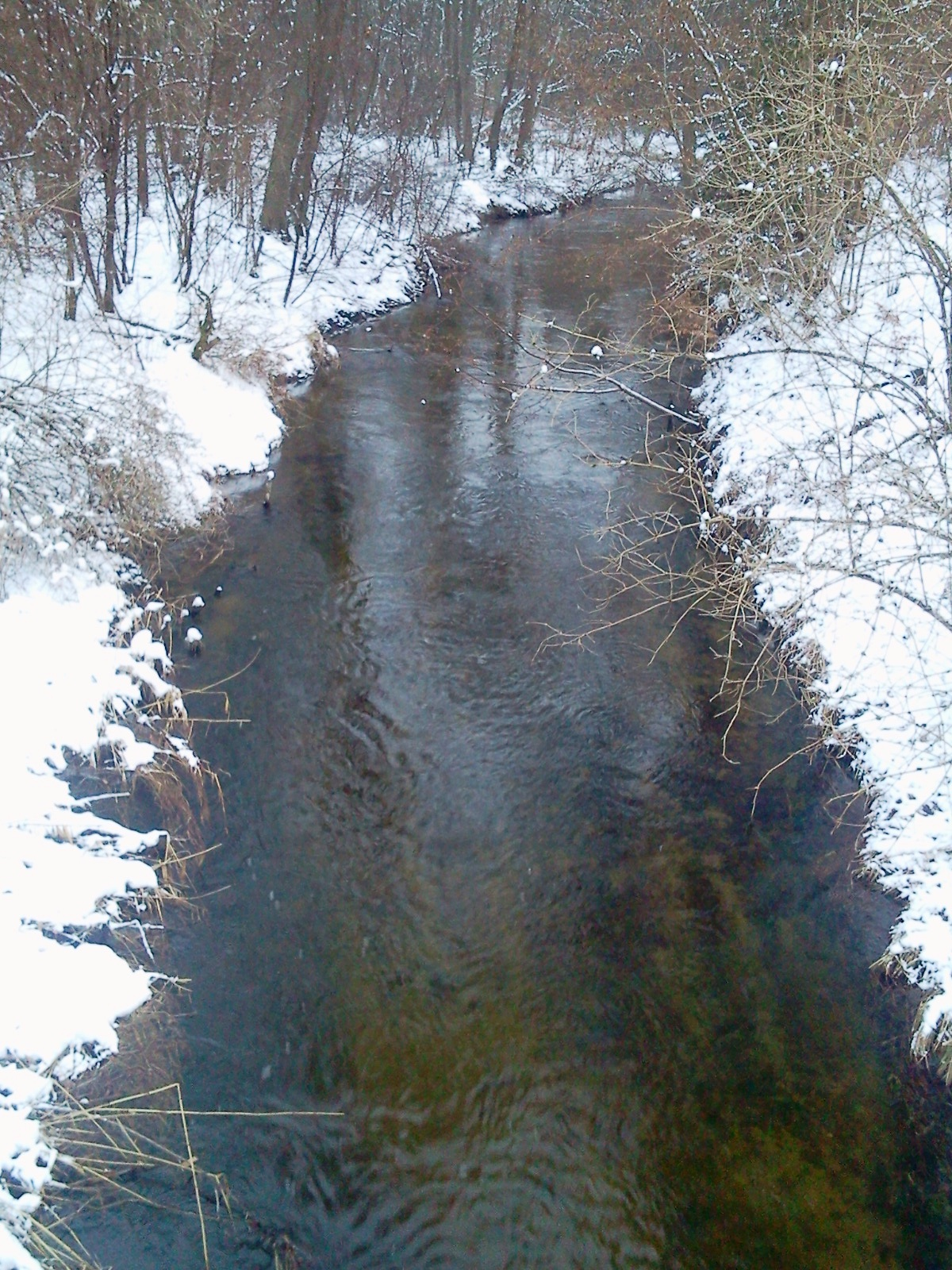
Brzeźnicka Węgorza w okolicach Łobza
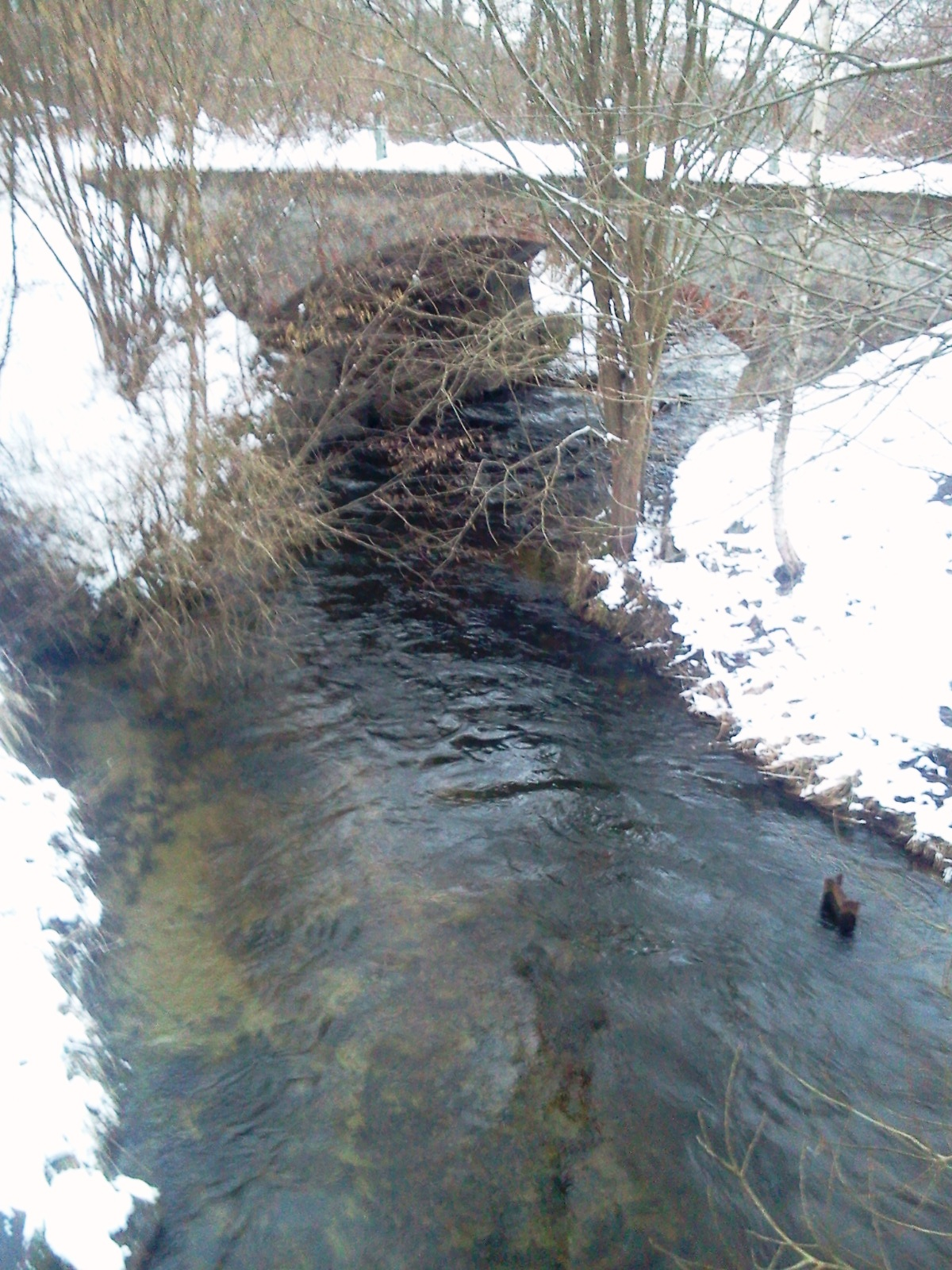
Struga – Brzeźnicka Węgorza
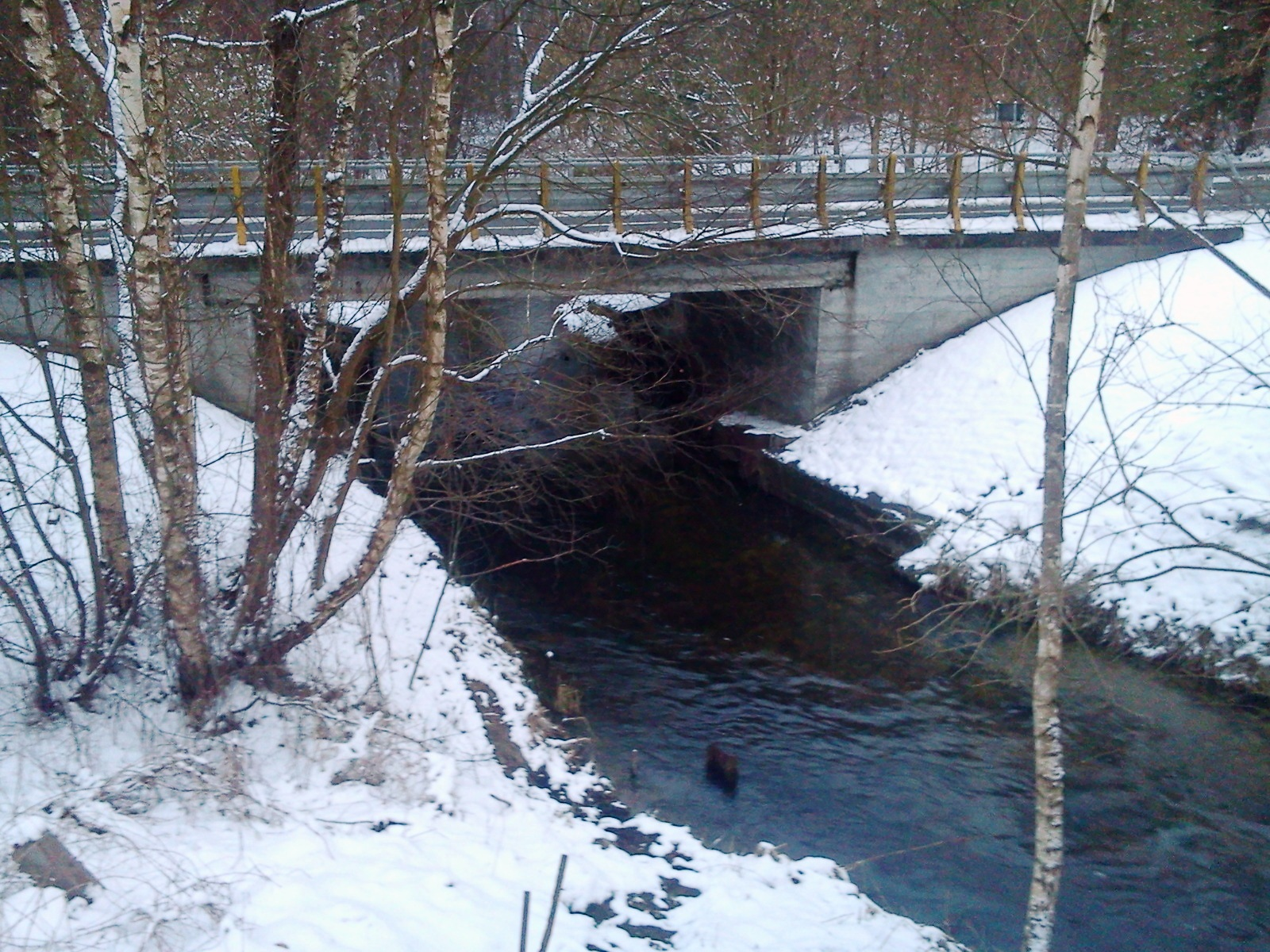
Struga pod nowym mostem drogowym
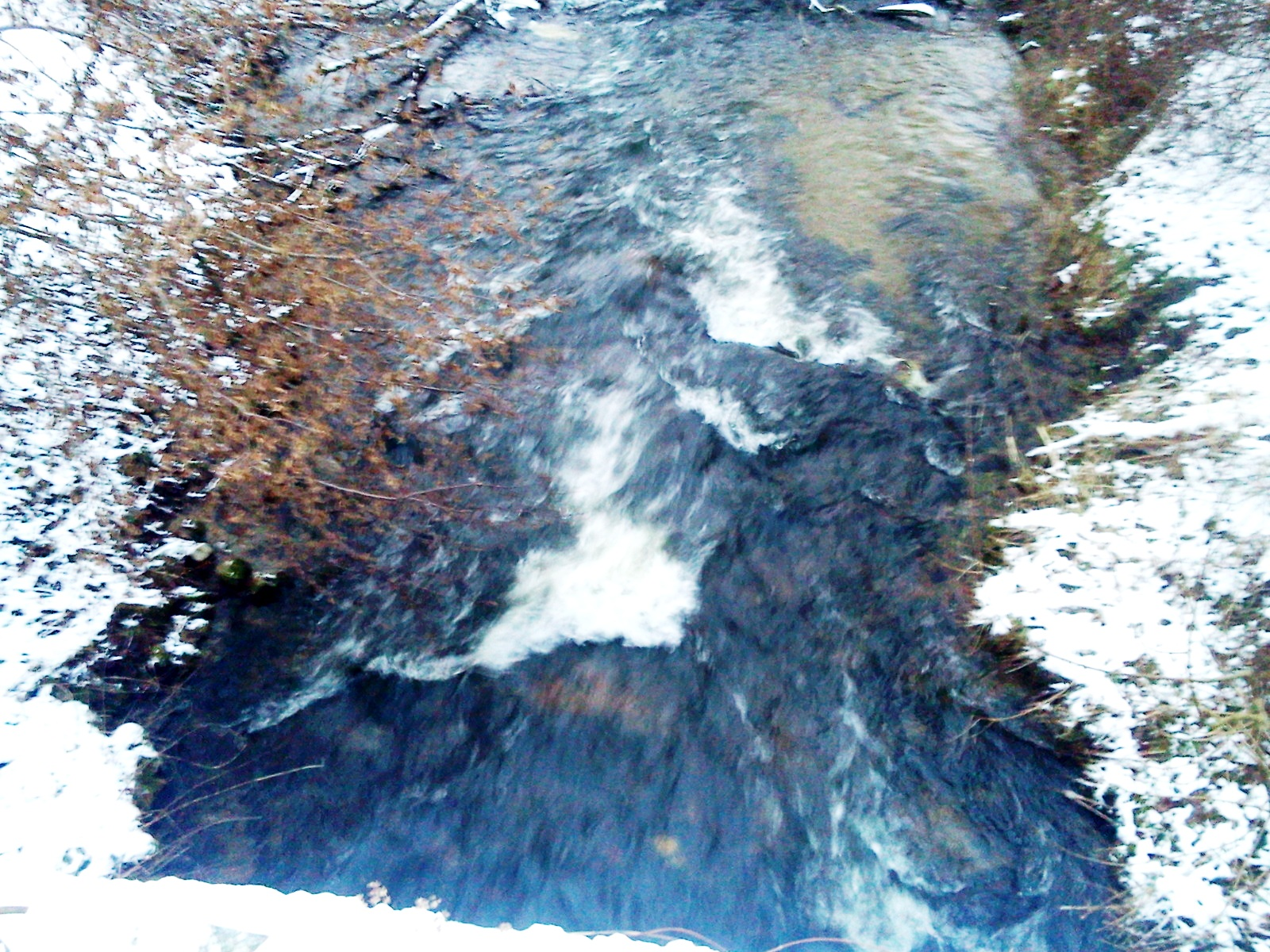
Wyjątkowo szybki bieg strugi w okolicach Łobza